# Такеуті Наоко
Такеуті Наоко (англ. Takeuchi Naoko, яп. 武内直子) (15 березня 1967) — японська художниця (Манґака), що малює комікси (манґу).

## Біографія
Народилася 15 березня 1967 року в префектурі Яманасі, Японія.
Творчість Такеуті розвивалася під впливом Лейдзі Мацумото. Перша публікація Наоко Такеуті — манґа Yume ja nai no ne («Це ж не сон, так?») в журналі Nakayoshi у 1985 році. У серпні 1991 року вона почала видавати Sailor V. Компанії TV Asahi і Toei Doga, які побажали екранізувати цю манґу, запропонували зробити героїнею не одну дівчину, а цілу команду. Тоді до Такеуті і прийшла ідея манґа-серіалу «красуня-воїн Сейлор Мун», яка публікувалася до 1997 року. У 1997 році манґака посварилася з редакцією видавництва і на рік пішла в творчу відпустку. У 1999 році вийшовши заміж за манґака Тоґаші Йошіхіро (автора YuYu Hakusho і Hunter × Hunter) та змінивши видавця, вона знову повернулася до творчості.

## Автор манґи
- Love Witch (2002)
- The Cherry Project (1991)
- Bishoujo Senshi Sailor Moon (1991)

## Автор оригіналу для анімаційних фільмів
- Красуня-воїн Сейлор Мун: Сейлор-зірки (1996)
- Красуня-воїн Сейлор Мун Супер Ес — Фільм (1995)
- Красуня-воїн Сейлор Мун Супер Ес — Перше кохання Амі (1995)
- Красуня-воїн Сейлор Мун Супер Ес — Спецвипуск (1995)
- Красуня-воїн Сейлор Мун Супер Ес [ТБ] (1995)
- Красуня-воїн Сейлор Мун Ес — Фільм (1994)
- Красуня-воїн Сейлор Мун Ес — ТБ (1994)
- Красуня-воїн Сейлор Мун Ер — (спешл) (1993)
- Красуня-воїн Сейлор Мун Ер — Фільм (1993)
- Красуня-воїн Сейлор Мун Ер — ТБ (1993)
- Красуня-воїн Сейлор Мун — ТБ (1992)

## Автор сценарію для фільму
- Красуня-воїн Сейлор Мун. Спецвипуск 7.8/10 (16) (2004)
- Красуня-воїн Сейлор Мун. [ТБ-серіал] 7.7/10 (56) (2005)